# Joseph Auguste Émile Vaudremer

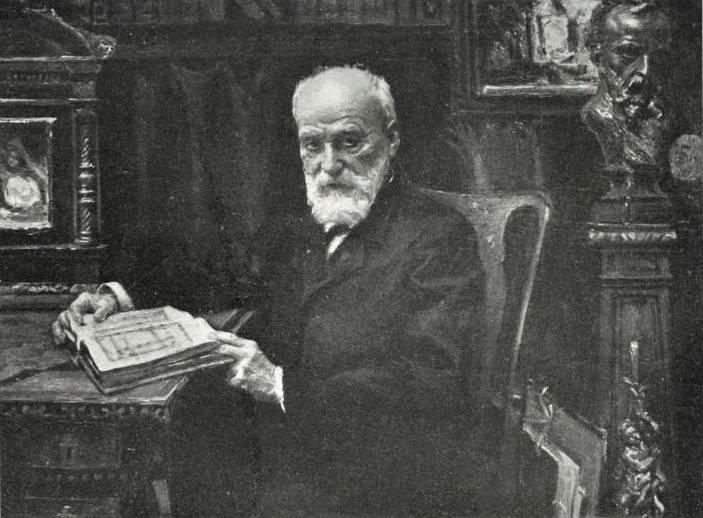
Joseph Auguste Émile Vaudremer.

Joseph Auguste Émile Vaudremer, född 1829 i Paris, död 1914 i Antibes, var en fransk arkitekt. 
Vaudremer studerade vid akademien i Paris och vann Rompriset 1854. Efter sin återkomst 1859 efter studieåren i Rom blev han 1860 staden Paris arkitekt och utförde många betydande arbeten. Främst bland dessa står kyrkan Saint Pierre de Montrouge (i romansk stil 1867-1873).  Han blev medlem av Institutet 1879 och av svenska konstakademien 1901.